# 세르히오 올리바
세르히오 올리바(Sergio Oliva, 1941년 7월 4일 ~ 2012년 11월 12일)은 쿠바 출신의 전직 보디빌더로, 1967년부터 1969년까지 3회 미스터 올림피아에서 우승을 하였다. 올리바는 시카고 경찰관을 25년간 하였다.